# 응우옌푹미엔쭈
응우옌푹미엔쭈(베트남어: Nguyễn Phúc Miên Tru / 阮福綿宙 완복면주, 1833년 3월 25일 ~ 1841년 9월 12일)은 응우옌 왕조의 황족이다. 민망 황제의 62번째 아들로, 생모는 재인(才人) 쩐티띠엔(陳氏錢)이다.

## 생애
민망 14년(1833년) 3월 25일, 후에 황성에서 태어났다.
티에우찌 원년(1841년) 9월 12일, 요절하였다.